# Прапор Сотниківки

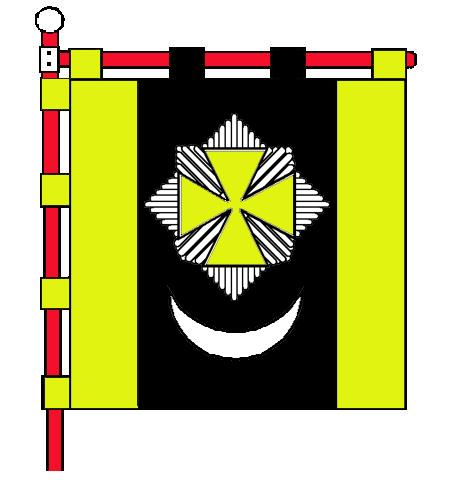
Прапор Сотниківки

Прапор Сотниківки — геральдичний символ села Сотниківки Яготинського району Київської області (Україна), затверджений сесією сільської ради (автор -О. Желіба).

## Опис
Чорне квадратне полотнище (співвідношення 1:1) із жовтою лиштвою обабіч (1/5 ширини), в центрі корогви розміщений жовтий лицарський хрест у білому сяйві над срібним перекинутим рогами догори півмісяцем. Корогва має вертикальне та горизонтальне кріплення.

## Трактування
- чорний фон – символ родючого чорнозему, який обробляють сотниківці;
- лицарський хрест – віра, надія, любов, випробування, спасіння, готовність збройно захищати свою Батьківщину;
- перевернутий півмісяць – символ поразки нападників-бусурманів.